# OFK Bečej 1918
Maillots
Le Omladinski Fudbalski Klub Bečej 1918 (en serbe : Омладински Фудбалски Клуб Бечеј 1918), plus couramment abrégé en OFK Bečej 1918, est un club serbe de football fondé en 1920 et basé dans la ville de Bečej, en Voïvodine.

## Bilan sportif

### Palmarès
| Compétitions nationales                                                     | Anciennes compétitions                                      |
| --------------------------------------------------------------------------- | ----------------------------------------------------------- |
| - Championnat de Voïvodine-Nord (D4) (2) : - Champion : 1988-89 et 2016-17. | - Championnat de Yougoslavie D2 (1) : - Champion : 1991-92. |

### Bilan européen
Note : dans les résultats ci-dessous, le score du club est toujours donné en premier.
| Saison    | Compétition     | Tour           | Club            | Domicile | Extérieur | Total     |
| --------- | --------------- | -------------- | --------------- | -------- | --------- | --------- |
| 1995      | Coupe Intertoto | Groupe 8       | Dniepr Mahiliow | N/A      | 1 - 2     | Quatrième |
| 1995      | Coupe Intertoto | Groupe 8       | Pogoń Szczecin  | 2 - 1    | N/A       | Quatrième |
| 1995      | Coupe Intertoto | Groupe 8       | AS Cannes       | N/A      | 0 - 1     | Quatrième |
| 1995      | Coupe Intertoto | Groupe 8       | Farul Constanța | 1 - 2    | N/A       | Quatrième |
| 1996-1997 | Coupe UEFA      | Premier tour Q | NK Mura         | 0 - 0    | 0 - 2     | 0 - 2     |

Légende
- Victoire ou qualification pour le tour suivant
- Match nul
- Défaite ou élimination de la compétition

## Personnalités du club

### Présidents du club
- Dragan Kovačev
- Zoltan Gujaš

### Entraîneurs du club
| - Slobodan Dogandžić - Siniša Todorović - Vladimir Grbić (2011 - 2012) - Dragan Vukajlović (2012 - 2013) - Dalibor Novčić (2013 - 2014) | - Atila Kasaš (2014 - 2015) - Dalibor Novčić (2015 - 2016) - Dejan Stanojev (2016 - 2017) - Jovica Lakić (2017 - 2018) - Branko Savić (2018) | - Dejan Stanojev & Dalibor Novčić (2018) - Dušan Bajić (2018 - 2019) - Milan Belić (2019 - 2020) - Branko Savić (2020 - ) |

### Anciens joueurs du club
- Dimitrije Injac
- Zsombor Kerekes
- Milorad Korać
- Sima Milovanov